# Nellie Bellflower
Nellie Bellflower, född 1 maj 1946 Phoenix, Arizona, är en amerikansk skådespelare och röstskådespelare. Hon är mest känd för att ge röst till prinsessan Ariel i Ruby-Spears animerade TV-serie Thundarr barbaren. Hon har även varit röst i The Last Unicorn, Éowyn i den animerade äventyrsmusikalen Sagan om konungens återkomst, Americathon, miniserien East of Eden och har haft gästroller i olika TV-program som Barnaby Jones, Barney Miller och Happy Days.